# てれびっこ
てれびっこはバンダイが1988年に発売した相互作用するVHSコンシューマーゲームシステムである。アメリカ合衆国では、the See 'n Say Video Phoneとしてマテルから1989年に発売された。

## 仕様
このゲーム機は電話の形をしており、フォーンプラグを用いてテレビに接続して用いる。大きな「1」から「4」までの押しボタンがついており、ボタンの色はそれぞれ赤、青、緑、黄色である。
プレイヤーはスクリーン上のキャラクターからの電話を受け取り、この器械で回答する。この電話はビデオからの信号（内蔵のスピーカーからは聞こえない）を利用して、プレイヤーとのやり取りにより、良い又は悪い解答を出す。

## このシステムによって発売された主なゲーム
- それいけ!アンパンマン：からだのなかの大冒険[1][2]
- それいけ!アンパンマン：ゆかいなお誕生会[3][4]
- スーパーマリオワールド：マリオとヨッシーの冒険ランド
- ドラゴンボールZ：あつまれ!悟空ワールド
- 美少女戦士セーラームーンS：こたえてムーンコール![5]
- ハロー!レディリン：夢のお部屋へようこそ
- オバケのQ太郎：オバQチャンネル
- ハローキティ：たのしいおかいもの
- 魔法使いサリー：アストレアパレスのパーティー
- 早見優のアメリカンキッズ：入門編1 英語でタンゴ
- 早見優のアメリカンキッズ：入門編2 英語でビックリ
- 早見優のアメリカンキッズ：入門編3 英語でトーク
- それいけ!アンパンマン：パン屋さんてどんなとこ?
- それいけ!アンパンマン：のりものいろいろ大冒険
- それいけ!アンパンマン：わくわくすいぞくかん1 水族館へ行こう!
- それいけ!アンパンマン：わくわくすいぞくかん2 アンパンマン号海の探検!
- それいけ!アンパンマン：なかよし動物ランド1 人気者あつまれ!
- それいけ!アンパンマン：なかよし動物ランド2 アフリカのなかまたち
- けろけろけろっぴ：いっしょに あそぼう
- 楽しいムーミン一家：ムーミンのすてきなプレゼント
- ポケットザウルス：ハーティアイランドの仲間たち1
- ポケットザウルス：ハーティアイランドの仲間たち2
- ドラえもん：ドラえもんのなんでもクイズポケット
- ウルトラマン
- ウルトラセブン